# Renato Jurčec
Renato Jurčec (Zaprešić, 4 giugno 1966) è un allenatore di calcio ed ex calciatore croato, di ruolo attaccante.

## Palmarès
- Campionato croato: 2

Dinamo Zagabria: 1996-1997, 1997-1998
- Coppa di Croazia: 2

Dinamo Zagabria:1996-1997, 1997-1998